# Tongrube Niederpleis
Die Tongrube Niederpleis ist ein Naturschutzgebiet in der Stadt Sankt Augustin im nordrhein-westfälischen Rhein-Sieg-Kreis.

## Lage
Das Naturschutzgebiet befindet sich in den Sankt Augustiner Gemarkungen Buisdorf und Niederpleis. Es liegt südlich der ehemaligen Mülldeponie und der A 560, westlich der A 3 und nordöstlich der ICE-Trasse. Ökologisch ist seine Lage aufgrund der benachbarten Siedlungsbereiche und Verkehrsinfrastruktur als weitgehend isoliert zu beschreiben. Allerdings will die RSAG auf ihrem benachbarten Gelände eine lose Verbindung in die Siegauen herstellen.

## Vorgeschichte
Das Gebiet wurde seit dem 19. Jahrhundert bis 2011 für den Abbau von Ton genutzt. 2016 wurde es vom BUND gepachtet, 2018 vom Bergamt aus der Planung genommen. 2021 erwarb der BUND das Gelände von der RSAG.

## Beschreibung
Die terrassenförmige ehemalige Tongrube wurde schon in den 1970er Jahren unter Naturschutz gestellt. Das Naturschutzgebiet hat eine Größe von rund 24,5 ha. Es schließt auch Wald- und Grünlandflächen ein, die an die Grube grenzen.
Die Gewässer im NSG beherbergen die größte rheinische Gelbbauchunken-Population. Der Bestand zählte 1998 über 200 Tiere. Im Tongrubenweiher hat auch der Kammmolch eine sehr große Population ausbilden können. Ferner leben hier weitere fünf Amphibienarten: Teichmolch, Bergmolch, Grasfrosch, Teichfrosch und Erdkröte. Vorkommen der Kreuzkröte waren hier bis 1985 belegt. In größeren Populationsstärken kommen auch die Reptilien Ringelnatter und Zauneidechse vor. Es wurden 41 Libellenarten beobachtet.

## FFH-Gebiet
Ein Teil des Naturschutzgebiets, der eigentliche Grubenbereich, ist als FFH-Gebiet Tongrube Niederpleis bei der Europäischen Union nach den Maßgaben der Richtlinie 92/43/EWG (Fauna-Flora-Habitat-Richtlinie) mit der Nummer DE-5209-302 registriert.